# Kim Ho-soon
Kim Ho-soon (nome original em coreano:  김 호순; nascido em 1926) é um ex-ciclista olímpico sul-coreano. Ho-soon representou sua nação nos Jogos Olímpicos de Verão de 1952 e 1956.